# Stephan Münchmeyer
Stephan Münchmeyer (* 11. Januar 1980 in Suhl) ist ein ehemaliger deutscher Nordischer Kombinierer.
Stephan Münchmeyer lebt in Oberhof und startete für den WSV Oberhof 05. International trat er erstmals im August 2000 in Klingenthal bei einem Rennen der Grand-Prix-Serie in Erscheinung und wurde dort 40. Der nächste international bedeutende Einsatz folgte im Dezember 2001 in Vuokatti, wo er im B-Weltcup-Rennen in der Gundersen-Methode 17. wurde. Noch im selben Monat, am 29. Dezember 2001, folgte das Debüt im Weltcup in Oberwiesenthal, wo Münchmeyer 26. wurde und erste Punkte gewann. Im Januar 2002 erreichte er mit Rang 16 im Val di Fiemme sein bestes Weltcup-Ergebnis. Bis 2006 folgten immer wieder Einsätze im A- und B-Weltcup. Dabei konnte er im B-Weltcup immer wieder Ergebnisse unter den besten Zehn erreichen und gewann dabei 2005 einen Gundersen-Wettkampf in Pragelato sowie jeweils einen Sprint in Høydalsmo und Vuokatti. Die Saison 2004/05 beendete er als Sieger der Gesamtwertung, 2005/06 wurde er Zweiter hinter Florian Schillinger. Im Weltcup lief er mehrfach in die Punkteränge, bestes Ergebnis im Gesamtweltcup war Platz 30 in der Saison 2004/05. 2006 beendete Münchmeyer seine Karriere.